# Lac Flathead
Le lac Flathead est un lac d'environ 510 km2 situé dans le comté de Flathead, dans le Montana aux États-Unis.
Il est le plus grand lac d'eau douce naturel situé à l'ouest du fleuve Mississippi dans les États-Unis contigus. Il est un peu plus grand que le lac Tahoe. Le lac Flathead est un lac naturel situé sur le cours principal de la rivière Flathead. Il a été endigué en 1930 par le barrage Kerr à sa décharge dans la baie Polson, ce qui a légèrement élevé le niveau du lac ; Le barrage produit de l’électricité.
C'est un vestige d'un ancien grand lac glaciaire, le lac Missoula.
En raison de ses eaux cristallines, il donne l'impression d'avoir peu de profondeur bien que celle-ci atteigne au maximum 113 mètres.